# Beavercreek (Ohio)
Beavercreek ist eine City in Greene County des US-Bundesstaates Ohio. Es ist ein Vorort vom nahe gelegenen Dayton. Nach der Volkszählung 2020 hatte die Stadt eine Gesamtbevölkerung von 46.549 Einwohnern. Viele Einwohner von Beavercreek arbeiten auf der nahe gelegenen Wright-Patterson Air Force Base.

## Geschichte
Ein Teil des Beavercreek Township wurde im Februar 1980 zu einer eigenen Gemeinde als City of Beavercreek.

## Demografie
Nach einer Schätzung von 2019 leben in Beavercreek 47.741 Menschen. Die Bevölkerung teilt sich im selben Jahr auf in 86,3 % Weiße, 2,6 % Afroamerikaner, 0,1 % amerikanische Ureinwohner, 6,4 % Asiaten, 0,1 % Ozeanier und 3,6 % mit zwei oder mehr Ethnizitäten. Hispanics oder Latinos aller Ethnien machten 2,6 % der Bevölkerung aus. Das mittlere Haushaltseinkommen lag bei 91.217 US-Dollar und die Armutsquote bei 6,1 %.
| Jahr | Einwohner¹ |
| ---- | ---------- |
| 1980 | 31.589     |
| 1990 | 33.626     |
| 2000 | 37.984     |
| 2010 | 45.193     |
| 2020 | 46.549     |

¹ 1980 – 2020: Volkszählungsergebnisse